# Geoffrey Hughes
Geoffrey Hughes (Wallasey, 2 febbraio 1944 – Isola di Wight, 27 luglio 2012) è stato un attore britannico.

## Filmografia parziale

### Cinema
- Ci divertiamo da matti (Smashing Time), regia di Desmond Davis (1967)
- Till Death Us Do Part, regia di Norman Cohen (1969)
- Intrigo pericoloso (The Man Who Had Power Over Women), regia di John Krish (1970)
- Il passo dell'assassino (Revenge), regia di Sidney Hayers (1971)
- Carry on at Your Convenience, regia di Gerald Thomas (1971)
- Nijinsky, regia di Herbert Ross (1980)

### Televisione
- Curry & Chips (1969)
- Coronation Street (1974-1987)
- The Bright Side (1985)
- Doctor Who (1986)
- Keeping Up Appearances (1990-1995)
- The Royle Family (1998-1999; 2000; 2006; 2008)
- Heartbeat (2001-2007)